# Тэнъао (аэропорт)
Аэропорт Аньшань Тэнъао (кит. трад. 鞍山腾鳌机场), (ИАТА: AOG, ИКАО: ZYAS) — аэропорт совместного базирования, расположенный в городском округе Аньшань в 12 километрах к юго-западу от города Тэнъао (провинция Ляонин), КНР.

## Общие сведения
Порт также известен под названием Авиабаза Аньшань или Аньшань, военная инфраструктура базы находится в подчинении Шэньянского военного округа военно-воздушных сил Народно-освободительной армии Китая. Здесь же находится штаб-квартира 1-й авиадивизии ВВС КНР с базированием истребителей Chengdu J-7, Shenyang J-8 и Shenyang J-11.
Во время Войны в Корее здесь базировалась авиация 64-го истребительного авиационного корпуса:
- в период с 23.06.1951 г. по 18.02.1953 г. 351-й истребительный авиационный полк на самолетах Ла-11 и МиГ-15 как отдельный ночной полк 64-го истребительного авиационного корпуса. Ввиду низкой эффективности боевого применения поршневого самолета Ла-11 в воздушных боях против реактивной авиационной техники полк в феврале 1952 года освоил в боевых условиях самолет МиГ-15, на котором продолжил боевые действия[3].
- в период с 05.07.1952 г. по 27.07.1953 г. 518-й истребительный авиационный Берлинский ордена Суворова полк 216-й истребительной авиационной Гомельской Краснознамённой ордена Суворова дивизии.